# Наказе
Наказе (енгл. Freaks) амерички је хорор филм преткодовског Холивуда из 1932. године, режисера Тода Браунинга, са Воласом Фордом, Лејлом Хиамс, Олгом Баклановом и Роском Ејтсом у главним улогама. Познат је и под насловима Прича о чудовишту (енгл. The Monster Story), Забрањена љубав (енгл. Forbidden Love) и Грешка природе (енгл. Nature's Mistakes). Луис Голдбек и Леон Гордон су адаптирали сценарио према краткој причи Мамузе аутора Тода Робинса. Уз Браунинга, продуценти филма су Хари Рап и Ирвинг Талберг.
Филм је сниман у Лос Анђелесу, у јесен 1931. Неки од запослених продукцијске куће Метро-Голдвин-Мејер били су збуњени и уплашени појавом глумаца који су тумачили „наказе” на сету, због чега им није било дозвољено да уђу у просторије студија, већ су у боравили у посебним шаторима. Пробна приказивања била су у јануару 1932. и реакције публике биле су веома негативне, пошто су сви сматрали да је филм превише гротескан. То је проузроковало да извршни продуцент Ирвинг Талберг, без пристанка Тода Браунинга, исече поједине сцене и скрати филм са 90 на 64 минута. Ова верзија објављена је у фебруару 1932, док оригинална Браунингова верзија више не постоји.
Упркос томе што су биле комерцијални неуспех и што су изазвале негативне реакције тадашње публике, Наказе су добиле на вредности након поновног приказивања на Филмском фестивалу у Венецији 1962. године. Данас се сматрају култним класиком, а критичари их коментаришу као један од најбољих и најутицајнијих филмова у историји. Године 1994, Конгресна библиотека сврстала је Наказе на списак Националног филмског регистра, као „културно, историјски и естетски значајан филм”.

## Радња
Лепа и подла уметница на трапезу по имену Клеопатра заводи Ханса, циркузанта патуљастог раста, када сазна за његово богато наслеђе. Због ње Ханс оставља своју вереницу Фриду, која је патуљастог раста као и он. Клеопатри полази за руком да се уда за Ханса и дође до његовог богатства, али када покаже право лице, „наказе” из циркуса ће се ујединити како би се осветили њој и њеном дечку Фрозоу.

## Улоге
| Глумац                    | Улога                     |
| ------------------------- | ------------------------- |
| Волас Форд                | Фрозо                     |
| Лејла Хиамс               | Венус                     |
| Олга Бакланова            | Клеопатра                 |
| Роско Ејтс                | Роско                     |
| Хенри Виктор              | Херкулес                  |
| Хари Ерлс                 | Ханс                      |
| Дејзи Ерлс                | Фрида                     |
| Роуз Дионе                | мадам Тетралини           |
| Дејзи и Виолет Хилтон     | сијамске близнакиње       |
| Шлици                     | самог себе                |
| Џозефин Џозеф             | пола жена − пола мушкарац |
| Џони Ек                   | полу дечак                |
| Франсес О'Конор           | девојка без руке          |
| Олга Родерик              | брадата жена              |
| Ку-Ку девојка птица       | саму себе                 |
| Принс Рандијан            | живи торзо                |
| Марта Морис               | Ангеленова безрука жена   |
| Елвира Сноу               | Пинхед Пип                |
| Џени Ли Сноу              | Пинхед Зип                |
| Елизабет Грин             | девојка птица             |
| Ангело Розито             | Ангелено                  |
| Едвард Брофи и Мат Макхју | Роло браћа                |